# Kaiju No. 8
Kaiju No. 8 (怪獣8号 Kaijū 8-gou), també conegut com a 8Kaijuu o Monster #8, és un manga japonès escrit i il·lustrat per Naoya Matsumoto. Va començar a publicar-se el 3 de juliol de 2020 a la revista digital Shōnen Jump+ de Shūeisha. Una adaptació de la sèrie a l'anime per part de Production I.G es va estrenar el 13 d'abril del 2024.
L'agost del 2022, el manga tenia més de 8 milions de còpies en circulació. La sèrie ha estat elogiada per la seva premissa, personatges i art.

## Manga
Kaiju No. 8 està escrit i il·lustrat per Naoya Matsumoto. La sèrie va començar a l'aplicació i el lloc web Shōnen Jump+ de Shueisha el 3 de juliol de 2020. A l'agost de 2020, es va adoptar un cronograma en què es publica un nou capítol durant tres setmanes, seguit d'una setmana de descans. Shueisha ha recopilat els seus capítols individuals en volums tankōbon. El primer volum es va llançar el 4 de desembre de 2020. Un vídeo promocional, presentat com un programa de notícies, es va mostrar a la pantalla gran de Yunika Vision a l'estació Seibu-Shinjuku del 4 al 10 de desembre de 2020.
Planeta Còmic va obtenir la llicència del manga a Espanya. Però actualment no és publicat en català.

## Anime
El 4 d'agost de 2022, es va anunciar que el manga rebria una adaptació a l'anime. La sèrie està animada per Production I.G, amb Studio Khara supervisant els dissenys i art dels kaiju, dirigida per Shigeyuki Miya i Tomomi Kamiya, amb guions d'Ichirō Ōkouchi, dissenys de personatges i direcció principal d'animació de Tetsuya Nishio, direcció d'art de Shinji Kimura, dissenys de monstres de Mahiro Maeda i música composta per Yuta Bando. S'estrenà el 13 d'abril de 2024 a TV Tokyo i els seus afiliats i també es transmet simultàniament a Twitter mentre es transmet al Japó. El tema d'obertura és Abyss, interpretat per Yungblud, mentres que el tema de tancament és Nobody, interpretat per OneRepublic. Crunchyroll va obtenir la llicència de la sèrie fora d'Àsia.